# Tafelbaai

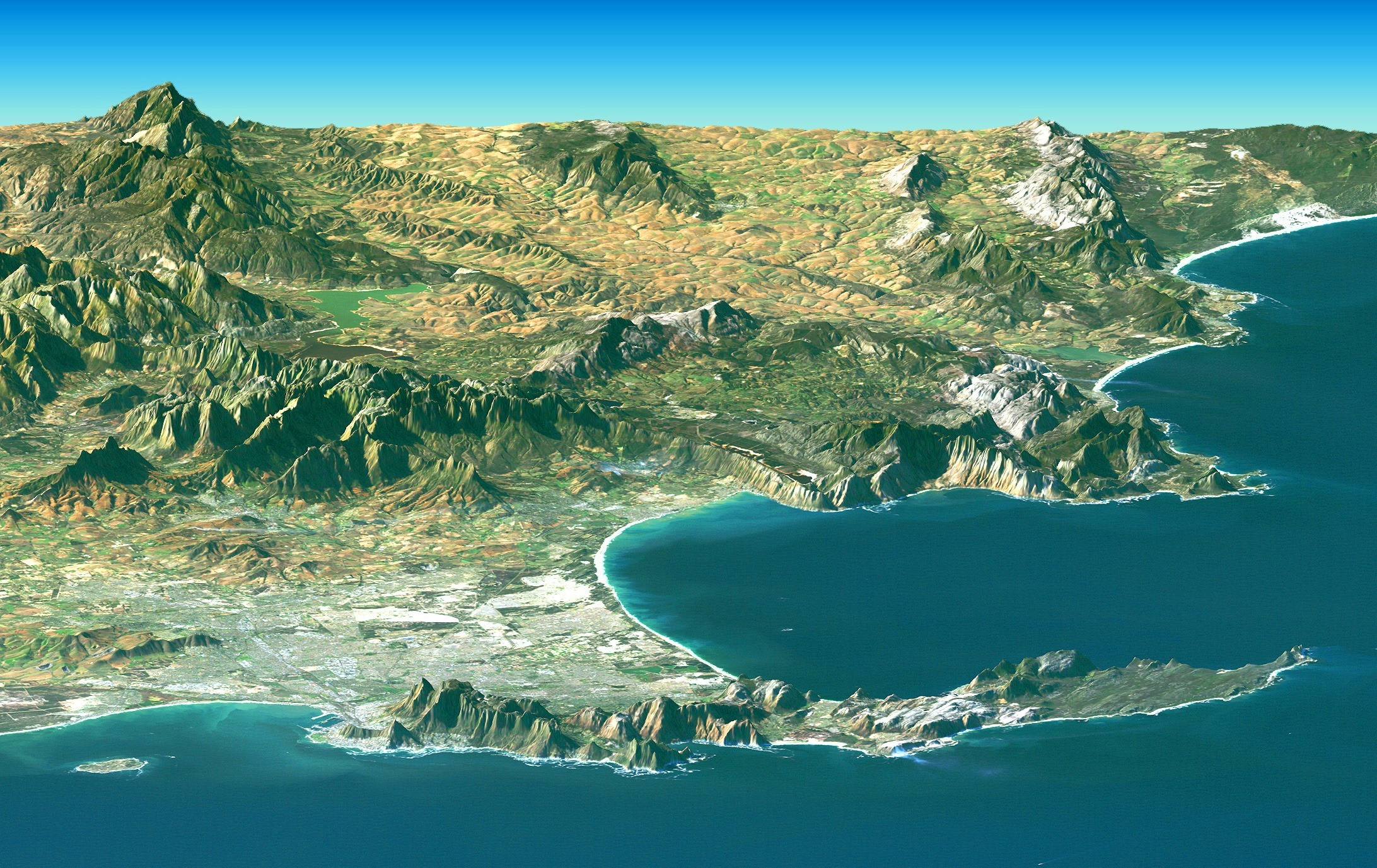
Satellietafbeelding van de Tafelbaai

De Tafelbaai is een natuurlijke inham waarover Kaapstad uitkijkt, en is gelegen bij het noordelijkste punt van het Kaapse schiereiland.
De naam 'Tafelbaai' verwijst naar de Tafelberg en diens platte bovenkant. Robbeneiland is in de baai gelegen. Hoewel de baai als voor eeuwen bekendstaat als een veilige haven voor schepen, is het in feite een zeer gevaarlijke baai die regelmatig blootgesteld staat aan stormwinden uit het zuidoosten en noordwesten. Vele zeilschepen die in de 17e en 18e eeuw beschutting zochten in de baai, zijn in het zicht van de haven alsnog gestrand. De Nederlandse kolonisten zijn echter niet gestopt met het vestigen van een nederzetting omdat in de alternatieven (Valsbaai en Saldanhabaai) weinig tot geen vers water te krijgen was. In 1842 vergingen hier de twee schepen de Waterloo en de Abercrombie Robinson.

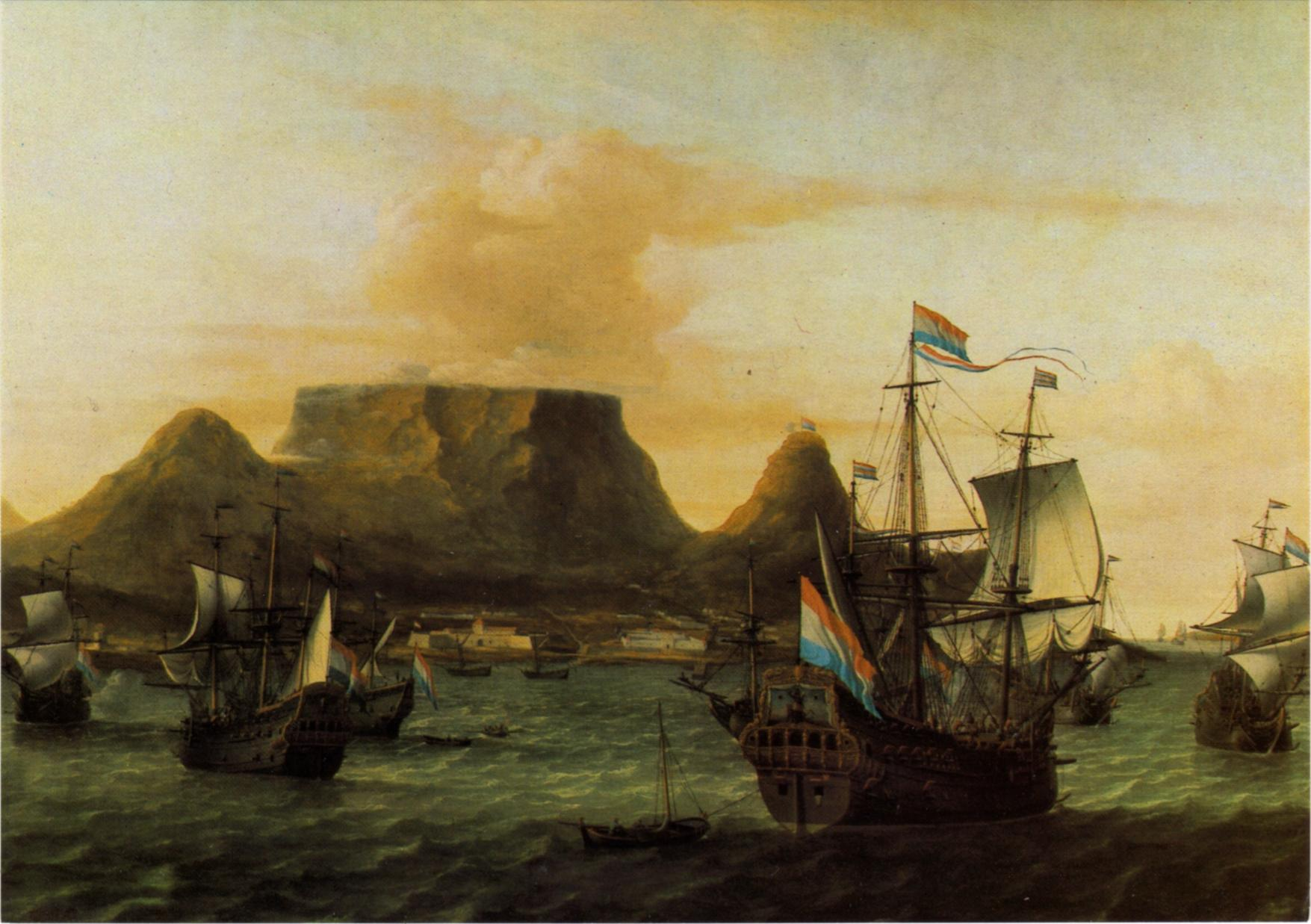
Aernout Smit. Tafelbaai, 1683. Nederlandse schepen zetten koers vanuit de Tafelbaai. Kaapstad, William Fehrverzameling (Kasteel de Goede Hoop).
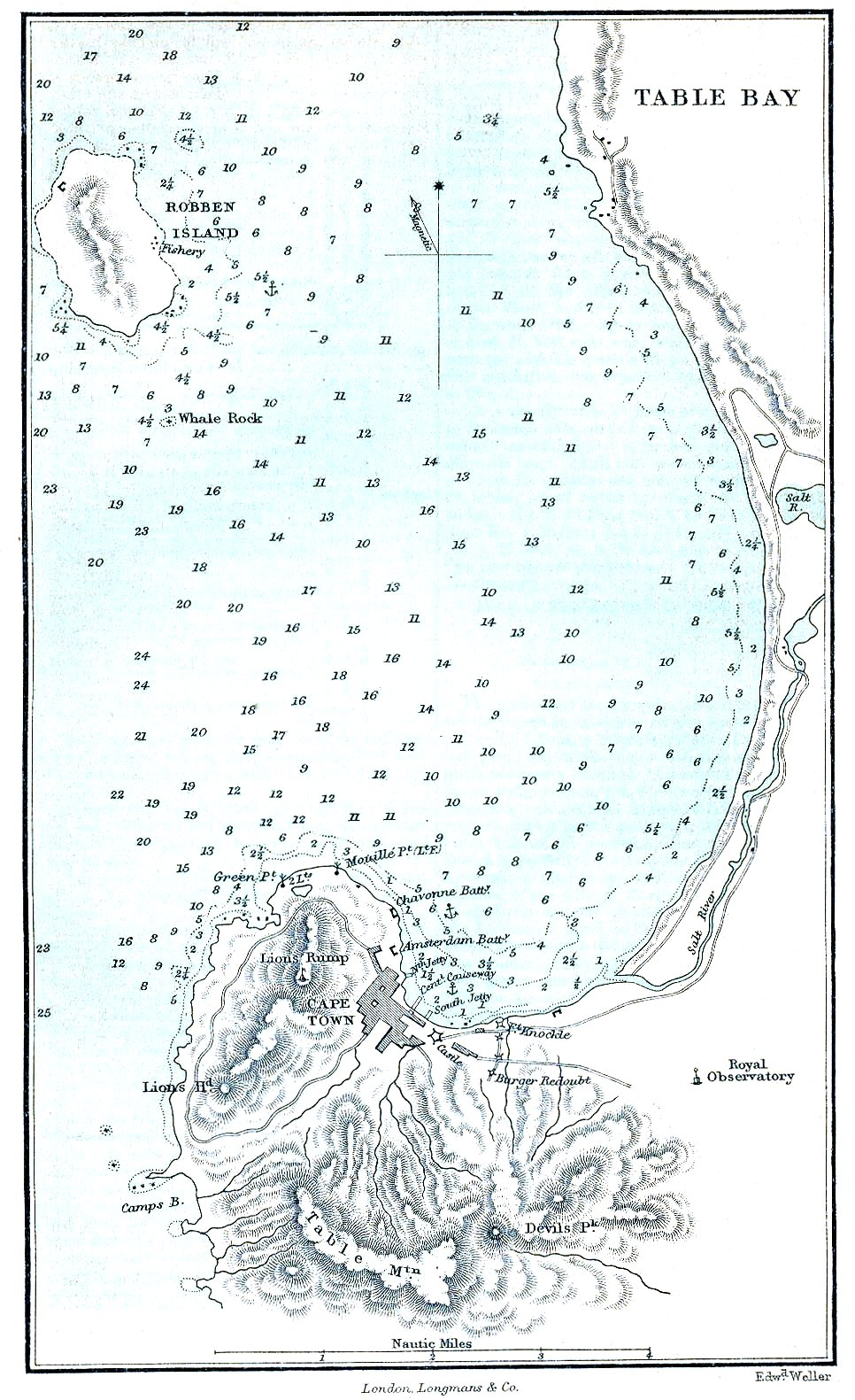
Kaart van de Tafelbaai, uit 1882.
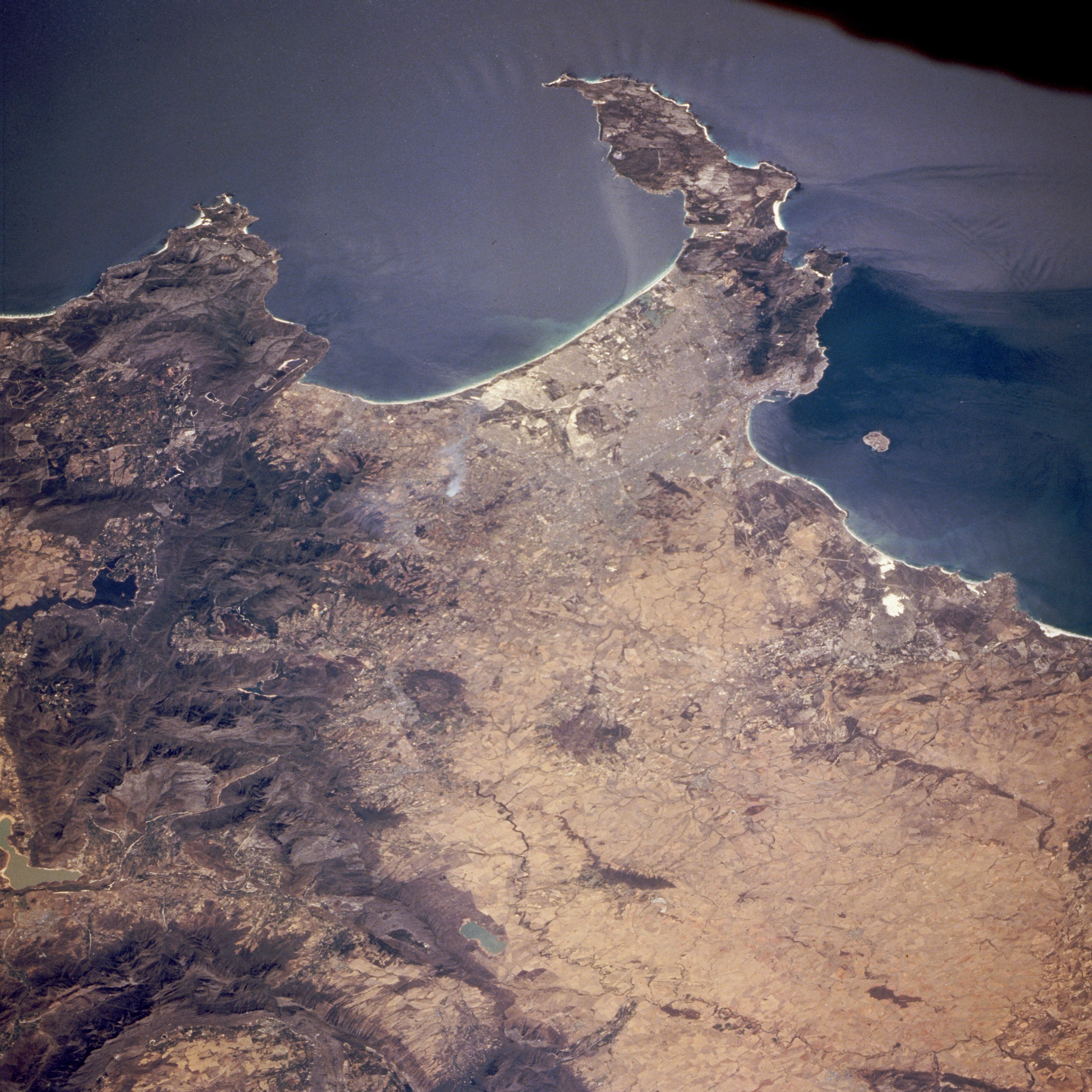
Kaapstad, Robbeneiland (beide rechts in het midden) en Kaap de Goede Hoop (uiterste noorden) vanuit de ruimte, een foto uit 1995.